# Koláre
Koláre este o comună slovacă, aflată în districtul Veľký Krtíš din regiunea Banská Bystrica. Localitatea se află la altitudinea de 145 m deasupra n.m., se întinde pe o suprafață de 5,31 km2 și în 2017 număra 258 de locuitori. Comunele vecine sunt Balassagyarmat, Ipolyszög, Malá Čalomija, Chrastince și Slovenské Ďarmoty.

## Istoric
Localitatea Koláre este atestată documentar din 1257.

## Demografie
| An:                | 1994 | 2004   | 2014    | 2024   |
| ------------------ | ---- | ------ | ------- | ------ |
| Număr de persoane: | 325  | 307    | 262     | 240    |
| Diferență:         |      | −5,53% | −14,65% | −8,39% |

| An:                | 2023 | 2024   |
| ------------------ | ---- | ------ |
| Număr de persoane: | 241  | 240    |
| Diferență:         |      | −0,41% |